# جائزة أستراليا الكبرى 1965
جائزة أستراليا الكبرى 1965 هو سباق فورمولا 1 أقيم بتاريخ 1 مارس 1965 في تاسمانيا، أستراليا. حلّ النيوزلندي بروس ماكلارين أولا بينما جاء الأسترالي جاك برابهام في المركز الثاني وحصل على المركز الثالث الأمريكي فيل هيل.